# Гридунов, Джон Иванович
Джон Иванович Гридунов (6 октября 1926, Кушка, Тахта-Базарский район — 12 августа 2015, Москва) — испытатель оборудования Советской космической программы. Был назван наземным космонавтом. Гридунов прошёл несколько испытаний в барокамере, включая неконтролируемую декомпрессию, при тестировании скафандра. Он единственный человек, испытавший «ударную перегрузку» в 50
g (490 м/с2), во время имитации аварийного приземления.
Гридунов также выдержал перегрузку 19 g (190 м/с2) в области грудного отдела позвоночника, на центрифуге.

## Жизнь
Джон Гридунов был назван в честь американского писателя и активиста Джона Рида. В свидетельстве о рождении он был записан как Джон (Рид), в скобках. В 1941 Гридунов поступил в Луганскую Военно-Воздушную академию. Во время второй мировой войны, он служил механиком в 999-м, 58-м и 80-м авиационных полках. Хотя Гридунов так и не получил диплом о высшем инженерном образовании, он в 1944 году окончил Серпуховское военно-воздушное техническое училище. С ноября 1949 по апрель 1950 он был студентом Военно-воздушной инженерной академии имени Н. Е. Жуковского.
Когда был сформирован первый отряд космонавтов, Гридунов присоединился к группе испытателей космической техники. Позже он объяснял, почему взялся за эту работу: «Я думал, что здесь, на Земле, я смогу способствовать тому, что их (космонавтов) полеты станут более безопасными». В течение 10 лет Гридунов состоял в секретной группе наземных космонавтов, а официально возглавлял клуб в Московском институте авиации и космической медицины. В 1965 Гридунов испытывал возможные чрезвычайные ситуации при имитации полета на Луну. В течение восьми дней в барокамере, сразу после тренировок на центрифуге, Гридунов испытывал искусственно созданные жару и недостаток кислорода при тестировании системы контроля температуры. Во время имитации полета на Луну Гридунов был назначен командиром отряда из трёх человек, но только он один прошёл испытание и получил за него 1000 рублей. Он также исследовал возможности человека при аварийной посадке в холодную воду (-4 °C (25 °F)) и в жаркую местность (60 °C (140 °F)) с ограниченным запасом воды, пищи и медикаментов.
Во время приземления, после 12-метрового свободного падения на свинцовых цилиндрах, Гридунов испытал рекордную ударную перегрузку в 50 g (490 м/с2), от которой сломался испытательный стенд. Он вспомнил этот эпизод дословно: «Я слышу команду: „Внимание! Приготовиться!“ Я выдохнул, а команды „Вниз!“ нет, я и вдохнул. И в тот самый момент, как я вдохнул и отошёл от кресла, они меня и сбросили… Три дня потом голова гудела…»
Несмотря на то, что никогда не принимал участие в реальных космических полётах, Гридунов тепло дружил с космонавтами (особенно с Владимиром Комаровым и Павлом Поповичем) и проводил с ними выходные. Резюмируя, Гридунов сказал: «Космонавты преодолели расстояние, завоевали космос. Я преодолел себя, завоевал свой собственный внутренний космос».
Скончался Д. И. Гридунов 12 августа 2015 г. на 89-м году жизни, похоронен на Митинском кладбище в Москве.